# Provincia de Magallanes (1929-1974)
La provincia de Magallanes fue una de las divisiones administrativas de Chile que existió entre 1929 y 1974, sucesora del antiguo territorio de Magallanes y predecesora de la actual región de Magallanes.

## Historia
La provincia de Magallanes fue creada el 22 de mayo de 1929 por Decreto N.º 2.335, a partir del antiguo territorio de Magallanes.
La nueva división administrativa integró los departamentos de:
- Última Esperanza (ex departamento de Natales): comunas de Natales y Cerro Castillo;
- Magallanes: comunas de Magallanes, Río Verde, San Gregorio y Río Chico; y
- Tierra del Fuego: comunas de Porvenir, Primavera, Bahía Inútil y Navarino.

La capital provincial, Magallanes, cuyo nombre había sido cambiado por el mismo Decreto N.º 2.335, volvió a denominarse Punta Arenas por ley del 31 de diciembre de 1937.
El Decreto N.º 1.747 del 6 de noviembre de 1940 fijó los límites del Territorio Antártico Chileno y, el 11 de julio de 1961, por decreto N.º 3.773, se creó la comuna de Antártica, en el departamento de Magallanes.